# Vaterpolo savez Srbije
Il Vaterpolo savez Srbije, nota con l'acronimo di VSS, è l'organo di governo, organizzazione e controllo della pallanuoto in Serbia.
Dal 2018 il presidente è Viktor Jelenić.